# Corda (geometria)

La línia vermella BX és una corda.

Una corda d'una corba és un segment lineal recte, els extrems del qual són dos punts de la corba. La recta que conté una corda s'anomena recta secant a la corba; si un extrem tendeix a l'altre, la recta límit s'anomena tangent a la corba.

## Cordes d'un cercle
Entre les propietats de les cordes d'un cercle es troben les següents:
1. Les cordes són equidistants del centre si i només si les seves longituds són iguals.
2. La mediatriu d'una corda passa pel centre.
3. Si les extensions lineals (línies secants) de les cordes AB i CD s'intersequen en un punt P, aleshores les seves longituds satisfan AP·PB = CP·PD.
4. La corda de major longitud possible per a un determinat cercle és qualsevol dels seus diàmetres.

La superfície limitada per un arc i la corda que la subté s'anomena segment circular.
L'àrea que talla una corda circular és denominada un segment circular.

## Cordes en trigonometria
Les cordes van ser usades extensivament en el desenvolupament inicial de la trigonometria. La primera taula trigonomètrica coneguda, compilada per Hiparc de Nicea, tabulava el valor de la funció corda per cada 7,5 graus.
La funció corda és definida geomètricament com en la imatge. La corda d'un angle és la longitud dimensional d'una corda entre dos punts en una unitat circular separada per un angle. En prendre un dels punts com zero, pot fàcilment ser relacionada amb la moderna funció trigonomètrica sinus:

{\displaystyle {\mbox{crd}}\ \theta ={\sqrt {(1-\cos \theta )^{2}+\sin ^{2}\theta }}={\sqrt {2-2\cos \theta }}=2{\sqrt {\frac {1-\cos \theta }{2}}}=2\sin {\frac {\theta }{2}}.}

El darrer pas utilitza la fórmula de mig angle. Gran part de la trigonometria moderna es basa en la funció sinus, mentre que la trigonometria antiga va ser construïda sobre la funció corda. La funció corda satisfà moltes identitats anàlogues a aquelles modernes ben conegudes:
| Nom        | Basada en sinus                                                                       | Basada en corda                                                                                       |
| ---------- | ------------------------------------------------------------------------------------- | --- |
| Pitagòrica | {\displaystyle \sin ^{2}\theta +\cos ^{2}\theta =1}                                   | {\displaystyle {\mbox{crd}}^{2}\theta +{\mbox{crd}}^{2}(180^{\circ }-\theta )=4}                      |
| Mig angle  | {\displaystyle \sin {\frac {\theta }{2}}=\pm {\sqrt {\frac {1-\cos ^{2}\theta }{2}}}} | {\displaystyle {\mbox{crd}}\ {\frac {\theta }{2}}=\pm {\sqrt {2-{\mbox{crd}}(180^{\circ }-\theta )}}} |

La identitat de mig angle agilitza enormement la creació de taules de cordes.

## Càlcul de cordes de cercles
Quan es desconeix la longitud d'una corda de cercle és possible calcular-la basant-se en altres dades, la següent reuneix les fórmules adequades per a aconseguir-ho:
| Dades inicials        | Radi ( r )                                                 | Diàmetre ( Ø )                                                |
| --------------------- | ---------------------------------------------------------- | ------------------------------------------------------------- |
| Sagita (fletxa) ( s ) | {\displaystyle c=2{\sqrt {s(2r-s)}}}                       | {\displaystyle c=2{\sqrt {s(\phi -s)}}}                       |
| Apotema ( a )         | {\displaystyle c=2{\sqrt {r^{2}-a^{2}}}}                   | {\displaystyle c={\sqrt {\phi ^{2}-4a^{2}}}}                  |
| Angle ( θ )           | {\displaystyle c=2r\sin \left({\frac {\theta }{2}}\right)} | {\displaystyle c=\phi \sin \left({\frac {\theta }{2}}\right)} |

On els símbols representen respectivament, c la longitud de la corda (a calcular), s la sagita, a l'apotema, r el radi, Ø el diàmetre i θ l'angle que abasta l'arc circular corresponent a la corda en qüestió.

La sagita —també coneguda com a fletxa— és l'alçada màxima de l'arc circular, es mesura des del punt de la corda fins al zenit o cim de l'arc circular, té direcció radial (perpendicular a la corda), la seva longitud és → s = r - a.